# Gustav Johann von Welczeck
Gustav Johann (Joseph) Berchthold Freiherr von Welczeck (geb. 27. Juli 1751 in Laband; gest. 22. Dezember 1797 in Groß Strehlitz, Kreis Groß Strehlitz) war ein preußischer Landrat.

## Herkunft

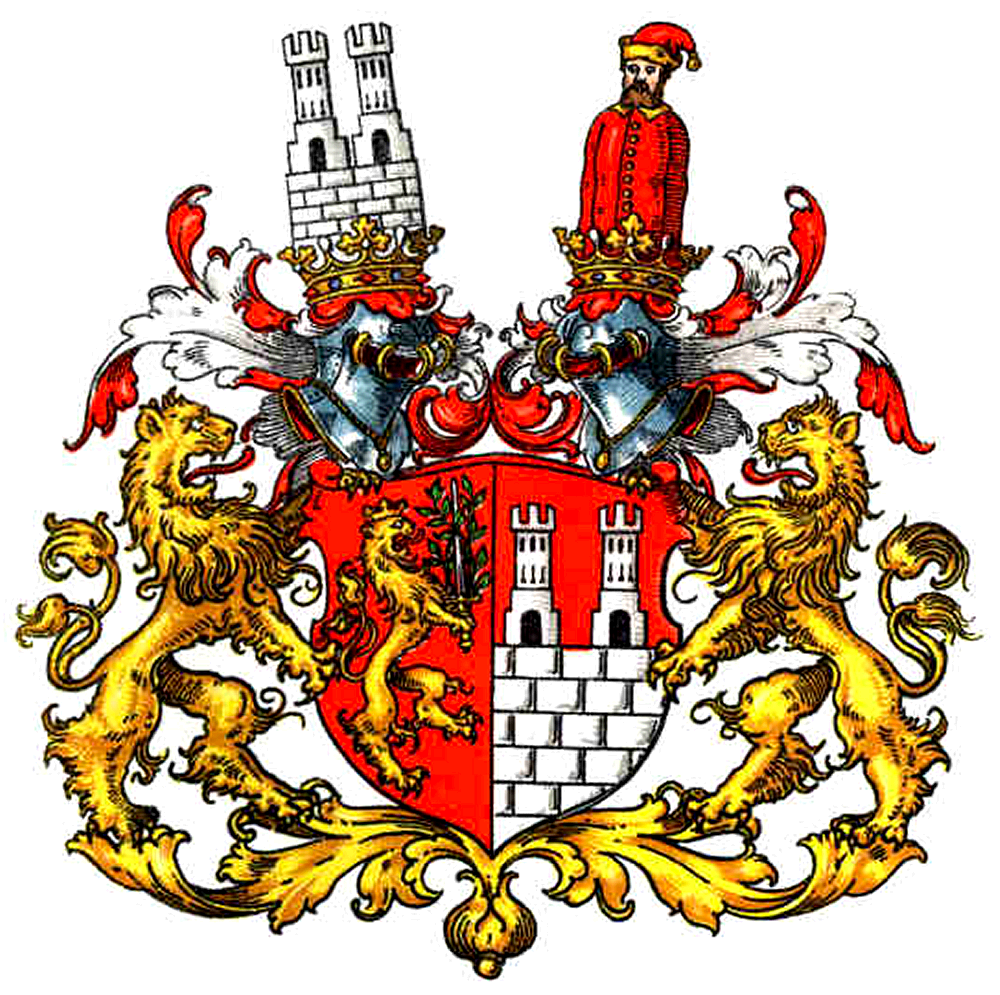
Wappen der Grafen von Welczeck

Gustav Johann von Welczeck war Angehöriger des schlesischen Adelsgeschlechts Welczeck. Er war ein Sohn von Carl Anton von Welczek (1703–1755), Erbherr auf Laband, Alt Gleiwitz, Niepaschütz, Pschow, Ziemtzitz, Przechlab und Schwientochlowitz. Seine Mutter war Maria Benigna (1721–1797), geb. von Paczensky und Tencin.

## Werdegang
Gustav Johann von Welczeck trat zu Beginn seiner Karriere dem preußischen Heer bei und wurde dort im November 1770 Fahnenjunker im Husaren-Regiment Nr. 4. Am 3. September 1773 wurde er im Rang eines Leutnants verabschiedet. Am 11. Oktober 1793 wurde er zum Nachfolger von Johannes Ernst von Sack als Landrat im Kreis Groß Strehlitz ernannt, gleichzeitig fungierte er als Landesältester. Das Amt als Landrat übte er bis 1797 aus, Nachfolger wurde der invalide Leutnant von Ivernois.

## Persönliches
Gustav Johann von Welczeck war Erbherr auf Kadlubitz, Elgot und Wysoka. Kadlubitz veräußerte er später für 60.000 Taler an den Landrat Ernst Silvius von Sack aus dem Kreis Tost-Gleiwitz.

## Familie
Gustav Johann von Welczeck war seit Juni 1774 mit Caroline (Charlotte) Barbara (1755–1817), geb. Freiin von Jeanneret-Beaufort, verheiratet. Aus der Ehe ging die Tochter Maria Benigna von Welczeck (1775–1845) hervor.